# 2006 v hudbě
Tento článek obsahuje události související s hudbou, které proběhly v roce 2006.

## Události
- rozpuštěna skupina Iné Kafe, která byla založena v roce 1995
- skupina Lordi vyhráva Eurovizi 2006

## Založené kapely
- Mužy
- Charlie Straight
- Queenie

## Hudební alba

### Česká hudební alba

#### Leden
| Den | Album            | Umělec           | Poznámky  |
| --- | ---------------- | ---------------- | --------- |
| 23. | Poprvé naposledy | Michal Prokop    |           |
| 27. | Pražská pálená   | Jaromír Nohavica | MP3 album |
|     | Nestíháme        | Nestíháme        |           |

#### Únor
| Den | Album           | Umělec         | Poznámky |
| --- | --------------- | -------------- | -------- |
| 5.  | Oslava          | Jablkoň        |          |
| 15. | Disk O' Brass   | Dick O' Brass  |          |
| 20. | Věřím svým snům | Věra Martinová |          |
| 22. | Omalovánky      | Koňaboj        |          |

#### Březen
| Den | Album                  | Umělec                       | Poznámky |
| --- | ---------------------- | ---------------------------- | -------- |
| 3.  | Hoaxx                  | Mashy Muxx                   |          |
| 6.  | Where The Spirit Lives | Hypnotix                     |          |
| 12. | Dívčí válka            | Jan Burian                   |          |
| 13. | Jaký to bude za vodou  | Prohrála v kartách           |          |
| 17. | Heart Disc             | Southpaw                     |          |
| 18. | Pod prahem             | Ta Jana z Velké Ohrady       |          |
| 20. | Řekněte to mýmu psovi  | Jiří Dědeček                 |          |
| 21. | Nevadí ti?             | Jiří Konvrzek                |          |
| 27. | Orchidej               | Tereza Kerndlová             |          |
| 27. | 45 let archiv          | Spirituál kvintet            |          |
| 27. | Nobody's fault…        | Irena Budweiserová & Fade In |          |
|     | Virginplatonicpanic    | Skyline                      |          |

#### Duben
| Den | Album              | Umělec                                             | Poznámky |
| --- | ------------------ | -------------------------------------------------- | -------- |
| 1.  | To se to hraje...  | Žamboši                                            |          |
| 7.  | Koa                | Koa                                                |          |
| 14. | Šansony            | Hana Hegerová                                      | reedice  |
| 14. | Recital 2          | Hana Hegerová                                      | reedice  |
| 24. | Barvy domova       | Vlasta Redl, Slávek Janoušek, Jaroslav Samson Lenk |          |
| 24. | Janíčku náš, Janku | Danaj                                              |          |

#### Květen
| Den | Album               | Umělec                       | Poznámky |
| --- | ------------------- | ---------------------------- | -------- |
| 3.  | Stereo              | Priessnitz                   |          |
| 5.  | Vztahem zapni       | Jarret                       |          |
| 10. | Kamení              | Raven                        |          |
| 15. | Mater               | Iva Bittová a Vladimír Godár |          |
| 29. | La La Grande Finale | Miou Miou                    |          |

#### Červen
| Den | Album        | Umělec       | Poznámky |
| --- | ------------ | ------------ | -------- |
| 5.  | Votom        | Buty         |          |
| 12. | Želví sny    | Karel Vepřek |          |
| 15. | D1           | Dara Rolins  |          |
| 26. | Armáda špásu | J.A.R.       |          |
| 30. | Touha City   | Disneyband   |          |

#### Září
| Den | Album               | Umělec                           | Poznámky |
| --- | ------------------- | -------------------------------- | -------- |
| 1.  | Do posledního dechu | Zdeněk Vřešťál                   |          |
| 4.  | Kocourek a horečka  | Květy                            |          |
| 4.  | Get Me Out Of Here  | The Prostitutes                  |          |
| 14. | Doma                | Jaromír Nohavica                 |          |
| 15. | Čtyři z punku a pes | Harlej                           |          |
| 15. | Modrá planeta       | Roman Horký a Kamelot            |          |
| 18. | Jen děcko se bojí   | Sestry Steinovy                  |          |
| 18. | Nebo cibule         | Petr Skoumal                     |          |
| 25. | Live                | Hradišťan a Jiří Pavlica         |          |
| 25. | Lewis Neptune       | Moimir Papalescu & The Nihilists |          |

#### Říjen
| Den | Album                       | Umělec                               | Poznámky |
| --- | --------------------------- | ------------------------------------ | -------- |
| 2.  | Screamin´ The Blues         | Hoochie Coochie Band                 |          |
| 9.  | Wild Flower                 | Feng-yün Song & Trio PUO             |          |
| 9.  | Černobílá                   | Zuzana Lapčíková, Josef Fečo a hosté |          |
| 9.  | Nocí mořem                  | Oboroh                               |          |
| 13. | Rubikon                     | Kryštof                              |          |
| 17. | The body is too slow for me | Maraca                               |          |
| 23. | Večernice                   | Anna K                               |          |
| 30. | Nic není nastálo            | David Koller                         |          |

#### Listopad
| Den | Album                   | Umělec                      | Poznámky |
| --- | ----------------------- | --------------------------- | -------- |
| 1.  | The Habit Of Perfection | Maria Hoffman a Jan Hrubý   |          |
| 3.  | Watching Black          | Ecstasy Of St. Theresa      |          |
| 15. | Superchameleon          | Iva Bittová                 |          |
| 20. | Strážce plamene         | Petr Hapka & Michal Horáček |          |
| 20. | Romano Hip Hop          | Gipsy.cz                    |          |
| 20. | Na předměstí Bory       | Tleskač                     |          |
| 20. | Lovers In Danger        | Bruno Ferrari               |          |
| 25. | Cesta z krimu           | Původní Bureš               |          |

#### Prosinec
| Den | Album                             | Umělec                            | Poznámky |
| --- | --------------------------------- | --------------------------------- | -------- |
| 8.  | Corrida                           | Kabát                             |          |
| 9.  | Červené jablúčko                  | Pramének                          |          |
| 20. | Marián Varga & Moyzesovo kvarteto | Marián Varga & Moyzesovo kvarteto |          |

### Zahraniční hudební alba
- The Platinum Collection – Mike Oldfield
- On an Island – David Gilmour
- Testify – P.O.D.
- The Paramour Sessions – Papa Roach
- The Condensed 21st Century Guide to King Crimson – King Crimson
- From This Moment On – Diana Krall
- Lordi – The Arockalypse
- APT – Nicole
- Comatose – Skillet
- Revelations – Audioslave
- The Best – t.A.T.u.
- Perfume: Complete Best – Perfume
- "Rainbow 7"- Morning Musume

## Domácí hity
- „Měls mě vůbec rád“ – Ewa Farná
- „Rubikon“ – Kryštof
- „Spomal“ – PEHA
- „1+1“ – Ready Kirken
- „Impossible“ – Helena Zeťová
- „Otevřená zlomenina srdečního svalu“ – Wanastowi Vjecy
- „Nic není nastálo“ – David Koller
- „Vedoucí“ – Chinaski
- „Vrchlabí“ – Chinaski
- „Síť“ – Divokej Bill
- „Víra nevinná“ – Vlasta Horváth
- „První noc v novém bytě“ – Nohavica, Kirschner
- „Nad horú svítá“ – Petr Bende
- „Girotondo“ – Verona
- „Láska ta nebezpečná věc“ – Petr Muk
- „English Stereo“ – Support Lesbiens
- „Stromy“ – No Name
- „Vyznání“ – Petr Kolář
- „We All“ – Dan Bárta
- „She´s So Complicated“ – Support Lesbiens
- „Od lásky závislí“ – Pavol Habera
- „Láskoliek“ – Miro Žbirka
- „Hvězdář“ – UDG
- „Až zastavíme čas“ – Sámer Issa
- „Bárka“ – Gabriela Al Dhábba
- „Orchidej“ – Tereza Kerndlová
- „Túžím“ – Dara Rolins
- „Expert“ – Michael Foret
- „Nothing is Something“ – Support Lesbiens
- „Máme svůj cíl“ – Česko hledá superstar

## Úmrtí
- 2. ledna – Jaroslav Souček, český operní pěvec (* 1935)
- 11. ledna – Mark Spoon, německý DJ, producent a hudební skladatel (* 1966)
- 7. března – Ali Farka Touré, malijský zpěvák a kytarista (* 1939)
- 9. dubna – Natalia Troická, ruská operní pěvkyně (* 1951)
- 11. dubna – Proof, americký rapper (*1973)
- 7. července – Syd Barrett, zakladatel a první kytarista skupiny Pink Floyd (* 1946)
- 9. října – Marek Grechuta, polský zpěvák, hudební skladatel a textař (* 1945)
- 24. listopadu – Juice Leskinen, finský hudebník (* 1950)
- 25. prosince – James Brown, americký zpěvák a skladatel (* 1933)